# Coupe d'Europe des vainqueurs de coupe masculine de handball 1978-1979
Navigation
Coupe des Coupes 1977-1978 Coupe des coupes 1979-1980
La Coupe d'Europe des vainqueurs de coupe masculine de handball 1978-1979 est la 4e édition de la Coupe d'Europe des vainqueurs de coupe masculine de handball.
Organisée par la Fédération internationale de handball (IHF), la compétition est ouverte à 26 clubs de handball d'associations membres de l'IHF. Ces clubs sont qualifiés en fonction de leurs résultats dans leur pays d'origine lors de la saison 1977-1978.
Elle est remportée par le club ouest-allemand du VfL Gummersbach qui conserve son titre aux dépens du club est-allemand du SC Magdebourg.

## Résultats

### Premier tour
| Équipe 1                | Score    | Équipe 2           | Aller | Retour  |
| ----------------------- | -------- | ------------------ | ----- | ------- |
| KV Mechelen             | 41 – 46  | TV Hüttenberg      | 22-27 | 19-19   |
| HB Dudelange            | 37 – 49  | Blauw-Wit Beek     | 23-30 | 14-19   |
| Pallamano Trieste       | 45 – 56  | Tatra Kopřivnice   | 22-21 | 23-35   |
| Grasshopper Club Zürich | 34 – 39  | Union HK Krems     | 16-17 | 18-22   |
| Maccabi Ramat Gan       | 27 – 48  | Minaur Baia Mare   | 16-26 | 11-22   |
| Trakia Plovdiv          | 45 – 62  | MAI Moscou         | 23-29 | 22-33   |
| Fjellhammer IL Oslo     | 31 – 34  | Aalborg HK         | 14-17 | 17-17   |
| Riihimäen Cocks         | 40 – 61  | IFK Ystad HK       | 24-27 | 16-34   |
| Halewood Forum          | 24 – 27* | Vikingur Reykjavik | 24-27 | forfait |
| Belenenses Lisbonne     | 37 – 58  | Atlético Madrid    | 19-28 | 18-30   |

*Halewood a déclaré forfait pour le match retour.

### Huitièmes de finale
| Équipe 1            | Score   | Équipe 2             | Aller | Retour |
| ------------------- | ------- | -------------------- | ----- | ------ |
| Blauw-Wit Beek      | 38 – 49 | TV Hüttenberg        | 19-18 | 19-31  |
| Minaur Baia Mare    | 55 – 40 | Aalborg HK           | 31-19 | 24-21  |
| SC Magdebourg       | 49 – 41 | Atlético Madrid      | 24-16 | 25-25  |
| RK Medveščak Zagreb | 47 – 52 | KS Hutnik Cracovie   | 22-27 | 25-25  |
| Union HK Krems      | 49 – 60 | MAI Moscou           | 22-29 | 27-31  |
| Tatabánya Bányász   | 55 – 39 | Saint-Martin-d'Hères | 33-17 | 22-22  |
| VfL Gummersbach     | 34 – 23 | Tatra Kopřivnice     | 19-11 | 15-12  |
| Vikingur Reykjavik  | 48 – 46 | IFK Ystad HK         | 24-23 | 24-23  |

### Quarts de finale
| Équipe 1           | Score    | Équipe 2           | Aller | Retour |
| ------------------ | -------- | ------------------ | ----- | ------ |
| MAI Moscou         | 33 – 33* | VfL Gummersbach    | 20-20 | 13-13  |
| TV Hüttenberg      | 41 – 47  | Minaur Baia Mare   | 22-23 | 19-24  |
| Tatabánya Bányász  | Disq.**  | Vikingur Reykjavik | -     | -      |
| KS Hutnik Cracovie | 41 – 47  | SC Magdebourg      | 23-22 | 18-25  |

*VfL Gummersbach est qualifié selon la règle du nombre de buts marqués à l'extérieur.

**Le Vikingur Reykjavik a été disqualifié par l'IHF à cause de joueurs du Vikingur qui ont causé des dégâts matériels sous l'influence de l'alcool après le match de barrage de deuxième tour à Ystad.

### Demi-finale
| Équipe 1        | Score   | Équipe 2          | Aller | Retour |
| --------------- | ------- | ----------------- | ----- | ------ |
| VfL Gummersbach | 39 – 31 | Tatabánya Bányász | 18-10 | 21-21  |
| SC Magdebourg   | 49 – 45 | Minaur Baia Mare  | 27-19 | 22-26  |

Le 30 mars 1979, lors de la demi-finale retour entre VfL Gummersbach et le Tatabánya KC, Joachim Deckarm, l’un des meilleurs joueurs du monde de l’époque, percute le défenseur hongrois Lajos Pánovics alors qu'il filait vers le but adversaire en contre-attaque. Sa tête heurte alors violemment le sol ayant pour conséquence une double fracture du crâne et une contusion cérébrale qui le plonge dans le coma pendant 131 jours. A son réveil, il s'est trouvé en incapacité de bouger ses membres et de parler. Grâce à de nombreux traitements, il est parvenu à diminuer son handicap, retrouvant de la motricité et étant capable de donner de courtes interviews, mais des soins médicaux permanents lui sont nécessaires depuis 1982.

### Finale
| Équipe 1      | Score   | Équipe 2        | Aller | Retour |
| ------------- | ------- | --------------- | ----- | ------ |
| SC Magdebourg | 29 – 30 | VfL Gummersbach | 18-15 | 11-15  |

Finale aller
| 5 mai 1979 16h00 | SC Magdebourg    | 18 - 15  | VfL Gummersbach     | Hermann-Gieseler-Halle, Magdebourg Affluence : 2 000 Arbitrage : Marki, Fülöp |
| 5 mai 1979 16h00 | Hartmut Krüger 9 | (11 - 7) | Erhard Wunderlich 8 | Hermann-Gieseler-Halle, Magdebourg Affluence : 2 000 Arbitrage : Marki, Fülöp |
| 5 mai 1979 16h00 | ×3               |          | ×4                  | Hermann-Gieseler-Halle, Magdebourg Affluence : 2 000 Arbitrage : Marki, Fülöp |

- SC Magdebourg : Wieland Schmidt, Thomas Gethe – Reinhard Schütte (3), Ingolf Wiegert, Helmut Kurrat, Hartmut Krüger  (9/7), Udo Rothe (3), Günter Dreibrodt (2/1), Manfred Pfeifer, Rainer Baumgart, Harry Jahns (1), Manfred Hoppe, Rainer Jahns. Entraîneur : Klaus Miesner
- VfL Gummersbach : Rudi Rauer, Valentin Markser – Heiner Brand  (3), Uli Pohl, Klaus Schlagheck, Dirk Rauin, Thomas Krokowski (1), Gerd Rosendahl, Klaus Westebbe (1), Erhard Wunderlich (8/3), Claus Fey (2), Frank Dammann. Entraîneur : Zlatan Siric

Finale retour
| 13 mai 1979 17h15 | VfL Gummersbach     | 15 - 11 | SC Magdebourg    | Westfalenhallen, Dortmund Affluence : 12 000 Arbitrage : Nilsson, Lundin |
| 13 mai 1979 17h15 | Erhard Wunderlich 5 | (8 - 6) | Hartmut Krüger 6 | Westfalenhallen, Dortmund Affluence : 12 000 Arbitrage : Nilsson, Lundin |
| 13 mai 1979 17h15 | ×3                  |         | ×3               | Westfalenhallen, Dortmund Affluence : 12 000 Arbitrage : Nilsson, Lundin |

- VfL Gummersbach : Rudi Rauer, Valentin Markser – Heiner Brand  (1), Uli Pohl (1), Klaus Schlagheck, Dirk Rauin, Thomas Krokowski (1), Gerd Rosendahl (1), Klaus Westebbe (2), Erhard Wunderlich (5/5), Claus Fey (4), Frank Dammann. Entraîneur : Zlatan Siric
- SC Magdebourg : Wieland Schmidt, Thomas Gethe – Reinhard Schütte, Ingolf Wiegert (1), Helmut Kurrat, Hartmut Krüger  (6/6), Udo Rothe, Günter Dreibrodt (4), Manfred Pfeifer, Rainer Baumgart, Harry Jahns, Manfred Hoppe, Rainer Jahns. Entraîneur : Klaus Miesner